# Great Balsam Mountains
Great Balsam Mountains eller bare Balsam Mountains er en bjergkæde i den vestlige del af North Carolina, USA. Lokalt kaldes bjergene ofte bare "The Balsams". Det meste af kæden ligger i Haywood County.
Bjergkæden er en udløber af Blue Ridge Mountains, som igen er en del af Appalacherne. Det højeste punkt i bjergkæden er Richland Balsam med en højde på 1.954 meter over havets overflade.
Blue Ridge Parkway løber gennem hele bjergkæden og når sit højeste punkt ved Richland Balsam hvor vejen når op i 1.845 meter. 

## Geografi
Hele bjergkæden er 34 km lang og 29 km bred. Den mest berømte tinde i kæden er Cold Mountain (1.838 meter), kendt fra Charles Fraziers roman af samme navn fra 1997 og filmatiseringen af romanen (da: Tilbage til Cold Mountain) fra 2003. Ud over denne tinde tæller kæden flere andre over 1.800 meter:
- Richland Balsam (1.954 m)
- Black Balsam Knob (1.894 m)
- Mount Hardy (1.865 m)
- Reinhart Knob (1.853 m)
- Grassy Cove Knob (1.841 m)
- Tennent Mountain (1.841 m)
- Shining Rock (1.841 m)
- Sam Knob (1.838 m)

Balsam Gap er et pas, der går mellem Great Balsam Mountains og en anden bjergkæde Plott Balsam Range. Blue Ridge Parkway passerer gennem passet. 
I bjergkæden finder man mange arter af gran, fx frasergran og rødgran. Desuden er store dele af kæden dækket af krat af rododendron (især Catawba-Rododendron), Rhododendron calendulaceum (intet dansk navn) og Bredbladet Kalmia.

## Eksterne links
- Om Great Balsams fra MountainZone

35°20′40″N 82°58′59″V / 35.3443122°N 82.9829633°V